# Отелло (фильм, 1995)
«Отелло» (англ. Othello) — фильм режиссёра Оливера Паркера, экранизация одноименной трагедии Шекспира, вышедшая в прокат 15 декабря 1995.

## О фильме
Режиссёрский дебют Оливера Паркера, выступившего также в качестве сценариста. В тексте пьесы им были сделаны значительные сокращения, по мнению критиков, чрезмерно упростившие сюжет. Были добавлены сцены, отсутствующие в оригинале: постельная сцена первой брачной ночи Отелло и Дездемоны, сцена измены Дездемоны с Кассио, воображаемая мавром, танец Дездемоны на пиру в честь победы над турками, сцена, изображающая раненых Родериго и Кассио в лазарете, и финал, в котором тела Отелло и Дездемоны вместо предания земле на месте или транспортировки в Венецию, сбрасывают в море.
Американская постановка с британскими, французскими и итальянскими актёрами. Картина снималась в Венеции и в замке Орсини-Одескальки в Риме. После малобюджетных независимых постановок Теда Лэнджа и Яфета Котто это третья экранизация пьесы Шекспира с темнокожим актёром в роли венецианского мавра.
В США картине был присвоен прокатный рейтинг R (по причине наличия сцен насилия, частичной наготы и сексуальных сцен).

## В ролях
- Лоренс Фишберн — Отелло
- Ирен Жакоб — Дездемона
- Кеннет Брана — Яго
- Натаниель Паркер — Кассио
- Майкл Малони — Родриго
- Пьер Ванек — Брабанцио
- Николас Фаррелл — Монтано
- Анна Патрик — Эмилия
- Майкл Шин — Лодовико
- Андре Умански — Грациано
- Индра Ове — Бианка
- Габриэле Ферцетти — венецианский дож

## Критика
Фильм провалился в прокате и получил плохую прессу в США. Роджер Эберт отметил в своей рецензии, что картина неизбежно вызывала ассоциации с недавним скандальным делом О. Дж. Симпсона. Сценарий он сравнил с набором цитат из Бартлетовского семейного сборника. Дженет Маслин из The New York Times охарактеризовала действия сценариста, выбросившего одни сцены и переставившего местами другие, как «непростительное самоуправство».
Американские критики похвалили лишь игру Кеннета Браны, известного специалиста по шекспировскому театру, уже снявшего к тому времени «Генриха V» и «Много шума из ничего», и готовившегося поразить мир своей интерпретацией «Гамлета». На фоне прочих малоубедительных персонажей его мастерские каденции и легкость диалогов смотрятся особенно выразительно. Тем не менее Эберт раскритиковал гомоэротический тон и язык тела, использованный для решения образа Яго, выглядящего в этом фильме более заинтересованным в соблазнении Родриго, чем в устранении мавра, к каковой задаче он относится, как к забавной шахматной партии.
По мнению Риты Кемпли из The Washington Post, начинающий режиссёр предоставил слишком большую свободу самовыражаться игривому Бране, и тот, в результате, «перетянул одеяло на себя», превратившись в главного героя фильма, который поэтому следовало бы назвать «Этот чертов Яго» (That Darned Iago). Высказывались подозрения и о том, что Брана мог заменять Паркера в кресле режиссёра.
Лоуренс Фишберн выглядит неуверенно с самого начала фильма, он неубедителен в любовных сценах с Дездемоной, не кажется счастливым мужем, и несколько переигрывает, пытаясь изображать военачальника. Эберт также объясняет это сильно урезанным сценарием, оставляющим мало места для демонстрации характера, который в результате получается несколько схематичным. Резкий переход от трезвой рассудительности к слепой ревности остается для этого персонажа необъяснимым.
Относительно актерского таланта Ирен Жакоб ни у кого нет сомнений. Критик The New York Times объясняет выбор этой актрисы впечатлением «абсолютной чистоты и порядочности», которое она производит, что, по мнению постановщика, должно было придать контрастности необоснованным подозрениям мавра. При этом, по общему мнению, Жакоб, подводит её франко-швейцарское происхождение, не позволяющее свободно и естественно произносить английский барочный текст Шекспира. Сцена удушения, в которой умирающая Дездемона, до конца остающаяся любящей женой, дарит своему супругу последнюю ласку, признана одной из немногих удачных находок фильма.
Фишберн и Жакоб, несмотря на все старания, не производят впечатления влюбленной пары. Критик The Washington Post отметил, что актерам некомфортно находиться вместе, и действия Яго в картине таким образом приобретают неожиданное оправдание, ибо «такую любовь надо остановить».
В целом, по мнению Эберта, у Паркера получился фильм о проблемах межрасовых любовных отношений, при том, что в пьесе Шекспира трагедия Отелло и Дездемоны имеет более универсальный смысл.

## Номинации
В 1996 году фильм номинировался на премию Гильдии киноактёров США в категории «лучшая мужская роль второго плана» (Кеннет Брана) и на премию NAACP Image Award в категориях «лучший фильм» и «лучший актер» (Лоренс Фишберн).

## Комментарии
1. ↑  На постели, усыпанной розовыми лепестками, словно в будуаре куртизанки, что вызвало насмешки зрителей и критиков